# صفح
الصفح مصطلح قرآني وخلق إنساني رفيع، أمر الله تعالى بالتخلق به فقال تعالى: ﴿ فاعفوا واصفحوا﴾ ، وأمر به تعالى نبيه بقوله ﴿فَاصْفَحِ الصَّفْحَ الْجَمِيلَ﴾ ، والصفح يعني: ترك التثريب وعدم المؤاخذة، «يقال صَفَحْتُ عن ذنب فلان وأَعرضت عنه فلم أُؤَاخذْه به وضربت عن فلان صَفْحاً إِذا أَعرضت عنه وتركته».

## تعريف الصفح

### الصفح لغًة
```
أَعرض عن ذنبه، وهو صَفُوح عَفُوٌّ، والصَّفُوحُ الكريم؛ لأنه يَصْفَح عمن جَنى عليه".
[
2
]
[
3
]
 وقيل أن الصفح مشتق من صفحة العنق؛ لأنَّ الذي يصفح كأنه يولي بصفحة العنق، إعراضًا عن الإساءة.
[
4
]
```

### الصفح اصطلاحًا
```
قال الراغب: الصفح: ترك التثريب، وهو أبلغ من العفو.
[
5
]
```

## الفرق بين الصفحوالعفو
هناك من العلماء من فرق بين الصفح والعفو ولم يجعلهما بمعنى واحد، قال العسكري: "الفرق بين العفو والصفح: هما بمعنى في اللغة.وقال الراغب: الصفح: ترك التثريب، وهو أبلغ من العفو وقد يعفو الإنسان ولا يصفح.وقال البيضاوي: العفو ترك عقوبة المذنب، والصفح: ترك لومه.قلت: ويدل عليه قوله تعالى: ﴿ فاعفوا واصفحوا﴾.ترقيا في الامر بمكارم الاخلاق من الحسن إلى الاحسن، ومن الفضل إلى الأفضل". وقال محمد رشيد رضا: «الْعَفْوُ: تَرْكُ الْعِقَابِ عَلَى الذَّنْبِ (إِنْ نَعْفُ عَنْ طَائِفَةٍ مِنْكُمْ نُعَذِّبْ طَائِفَةً) (9: 66) وَالصَّفْحُ: الْإِعْرَاضُ عَنِ الْمُذْنِبِ بِصَفْحَةِ الْوَجْهِ، فَيَشْمَلُ تَرْكَ الْعِقَابِ وَتَرْكَ اللَّوْمِ وَالتَّثْرِيبِ».

## الصفح في القرآن
جاءت آيات الصفح في عدة مواضع ومنها:
- ﴿وَإِنَّ السَّاعَةَ لَآتِيَةٌ فَاصْفَحِ الصَّفْحَ الْجَمِيلَ﴾ ﴿85 الحجر﴾
- ﴿فَاعْفُوا وَاصْفَحُوا حَتَّىٰ يَأْتِيَ اللَّهُ بِأَمْرِهِ﴾ ﴿109 البقرة﴾
- ﴿فَاعْفُ عَنْهُمْ وَاصْفَحْ إِنَّ اللَّهَ يُحِبُّ الْمُحْسِنِينَ﴾ ﴿13 المائدة﴾
- ﴿وَلْيَعْفُوا وَلْيَصْفَحُوا أَلَا تُحِبُّونَ أَنْ يَغْفِرَ اللَّهُ لَكُمْ﴾ ﴿22 النور﴾
- ﴿فَاصْفَحْ عَنْهُمْ وَقُلْ سَلَامٌ فَسَوْفَ يَعْلَمُونَ﴾ ﴿89 الزخرف﴾
- ﴿وَإِنْ تَعْفُوا وَتَصْفَحُوا وَتَغْفِرُوا فَإِنَّ اللَّهَ غَفُورٌ رَحِيمٌ﴾ ﴿14 التغابن﴾

## من صفات الله تعالى

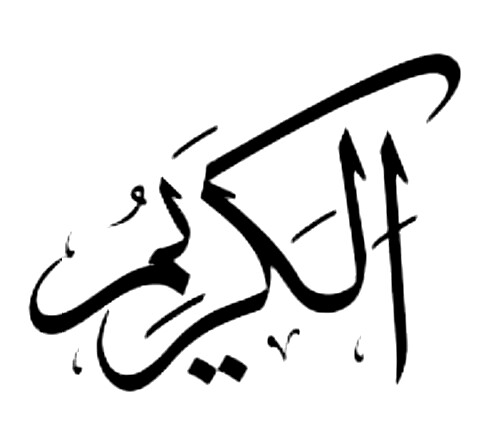
الكريم:معناه الصفوح : كثير الصفح

قال الزجاجي في ((اشتقاق أسماء الله)) (ص 176): ((الكريم: الجواد، والكريم: العزيز، والكريم: الصَّفوح . هذه ثلاثة أوجه للكريم في كلام العرب، كلها جائز وصف الله عَزَّ وجلَّ بها، فإذا أريد بالكريم الجواد أو الصفوح؛ تعلق بالمفعول به؛ لأنه لا بدَّ من مُتكرم عليه ومصفوح عنه موجود، وإذا أريد به العزيز؛ كان غير مقتض مفعولاً)). اهـ. يعني رحمه الله: إذا أريد به الجواد والصفوح؛ فهي صفةُ فعلٍ، وإذا أريد به العزيز؛ فهي صفةُ ذاتٍ. والله أعلم.

## الصفح في الديانات
يعلم النبي عيسى تلاميذه على الصفح حين يسأله أحد تلاميذه فيقول: (كَمْ مَرَّةً يُخْطِئُ إِلَيَّ أَخِي وَأَنَا أَغْفِرُ لَهُ؟ هَلْ إِلَى سَبْعِ مَرَّاتٍ؟) فيعلمه عيسى الصفح فيقول: (لَا أَقُولُ لَكَ إِلَى سَبْعِ مَرَّاتٍ، بَلْ إِلَى سَبْعِينَ مَرَّةً).

## أقوال في الصفح
- قال: حكى محمد بن الحنفية عن علي رضي الله عنه في قوله تعالى:﴿  فَاصْفَحِ الصَّفْحَ الْجَمِيلَ﴾ قال: هو الرضا بلا عتاب، وقال سهل: بلا حقد ولا توبيخ بعد الصفح، وهو الإعراض الجميل.[10]
- قيل: (الصفح الجميل) مواساة المذنب برفع الخجل عنه.[11] ، قال ابن القيم: وسمعت ابن تيمية يقول: ذَكَرَ الله الصبر الجميل، والصفح الجميل، والهجر الجميل؛ فالصبر الجميل الذي لا شكوى معه، والهجر الجميل الذي لا أذى معه، والصفح الجميل الذي لا عتاب معه.[12][13]
- قال الخليل:

## وصلات خارجية
موقع المسلم: الصفح الجميل، دواء الفرد والمجتمع، د. عثمان جمعة ضميرية